# Automeris lachaumei
Automeris lachaumei é uma espécie de mariposa do gênero Automeris, da família Saturniidae.
Sua ocorrência foi registrada na Bolívia.